# 11174 Carandrews
A 11174 Carandrews (ideiglenes jelöléssel 1998 FR67) a Naprendszer kisbolygóövében található aszteroida. A LINEAR projekt keretében fedezték fel 1998. március 20-án.